# Eustreptospondylus
Eustreptospondylus är ett släkte megalosaurida theropoda dinosaurier som levde i vad som idag är södra England under mellersta jura. Under Eustreptospondylus tid utgjordes Europa av en serie öar och arkipelager och den kan delvis ha livnärt sig genom att äta av marina kvarlevor som spolats upp på stränderna.
Den var en relativt typisk theropod, med långa och starka bakben och mindre framben kombinerat med tänder väl anpassade till att tära kött.

## Beskrivning

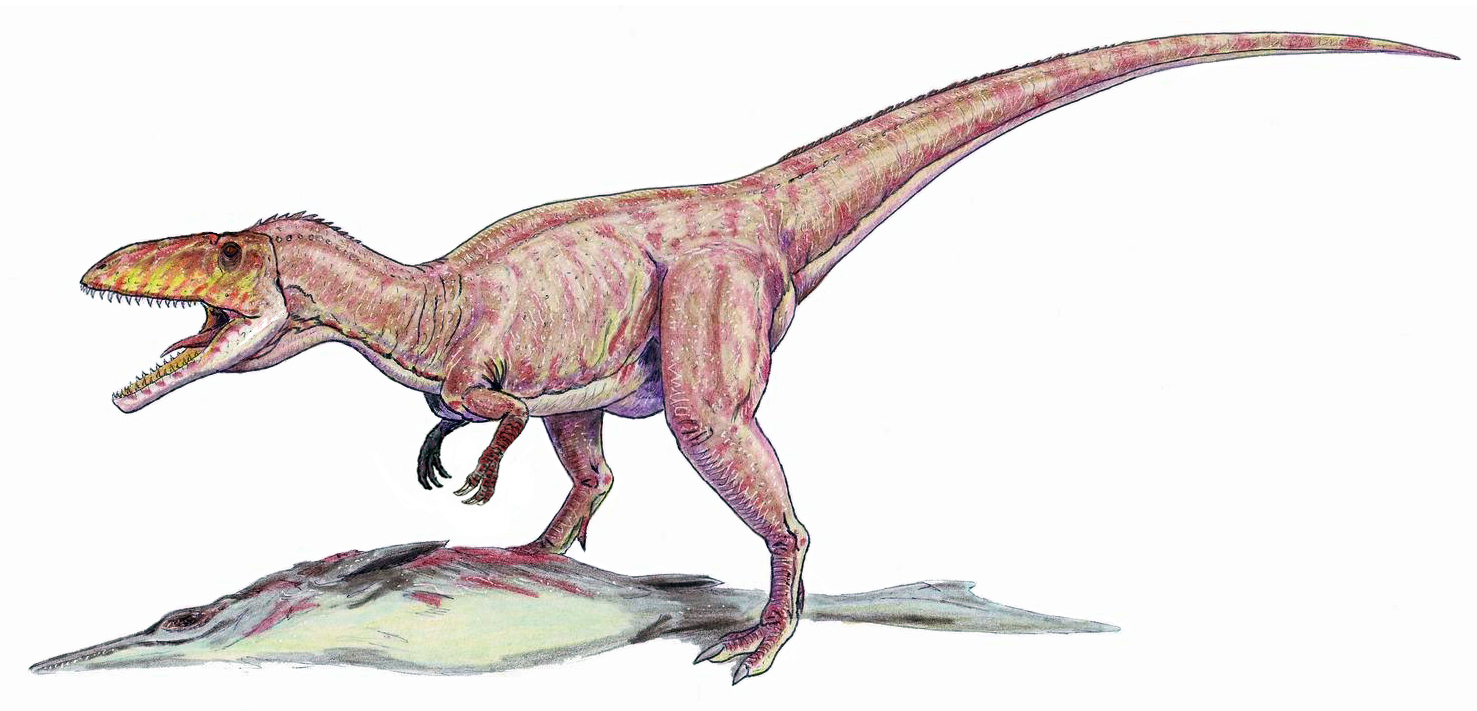
En Eustreptospondylus äter av en ichthyosaurie.

Det huvudsakliga examplerat av Eustreptospondylus som hittats var inte fullvuxet och enligt en uppskattning gjord 1988 var exemplaret 4.63 meter långt och vägde 218 kilogram vid tiden då det dog. Diverse senare uppskattningar av hur stort ett fullvuxet exemplar bör vara har gett relativt "typiska" theropod-storlekar med en längd på 6 meter och en vikt på 0.5 ton.
Eustreptospondylus är känd från en ö i vad som under dess tid var en av många öar. Därför är det möjligt att Eustreptospondylus kunde simma korta sträckor. Den har ibland ansetts möjligen ha kunnat vara en relativt bra simmare, likt moderna komodovaraner. Alla paleontologer stödjer inte den här hypotesen, och vissa bibehåller att den han ha dött i en flod och sedan svepts ut till havs eller genom någon annan metod enbart "råkat" begravas i marina avlagringar.